# International Boxing Federation
International Boxing Federation (IBF) är en internationell boxningsorganisation som sanktionerar officiella matcher och utser världsmästare på en professionell nivå. Organisationen grundades i Atlantic City, New Jersey, USA i april 1983 under namnet United States Boxing Association - International med namnbyte till nuvarande IBF under 1984.
International Boxing Hall of Fame erkänner idag IBF som en av fyra stora organisationer som sanktioner boxningsmatcher om VM-titlar. De andra tre är World Boxing Association (WBA), World Boxing Council och World Boxing Organization (WBO).

## Historia
År 1983, vid WBA:s årliga konvent som hölls i Puerto Rico, förlorade Bob Lee, ordförande i USBA (United States Boxing Association), omröstningen mot Gilberto Mendoza i ett försök att bli WBA:s nya president. Lee och flera andra drog sig då efter valet ur konventet och beslutade att på egen hand grunda en ny global boxningsorganisation. Den nya gruppen, som till en början kallade sig USBA-International, bestämde sig för att basera den nya organisationen i New Jersey, där dess huvudkontor än idag är placerat.
IBF:s (då fortfarande kallat USBA-I) första officiella världsmästare blev Marvin Hagler som var regerande mästare i mellanvikt för både WBC och WBA och han utsågs då också av USBA-I som dess mästare. När Hagler skulle försvara sina titlar mot Wilford Scypion uppstod en tvist om huruvida matchen skulle gå i tolv eller femton ronder. WBA och WBC beslutade att matchen skulle avgöras under 12 ronder, men Hagler misstyckte och de båda organisationerna återtog då sin sanktion av matchen. USBA-I tillfrågades då om att sanktionera matchen vilket bifölls. Matchen ägde sedan rum den 27 maj 1983 med Hagler som vinnare som därmed fortfarande kunde kalla sig världsmästare i mellanvikt. 
Under organisationens första tid förblev dock USBA-I i skuggan av de "två stora", WBA och WBC. Men under senare delen av 1983 beslutade man att tilldela flera av de båda andra organisationernas mästare också en USBA-titel; bland dessa Larry Holmes, Aaron Pryor och Donald Curry. I Holmes fall avstod han t o m sin WBC-titel i tungvikt för att endast acceptera USBA-I:s erkännande. Detta kom till sist att etablera organisationen som "den tredje" legitima världsomspännande boxningsorganisationen. Under året bytte man till sist namn till det mer internationella International Boxing Federation.

### Skadat rykte
IBF:s rykte blev allvarligt skadat 1999 när det framkom att organisationens president Bob Lee bland annat idkat utpressning och tagit emot mutor i utbyte mot högre rankning av boxare. Lee avgick när skandalen blev känd; efterträdd av Hiawatha Knight som då blev den första kvinnliga presidenten i något av världens ledande boxningsorgan. År 2001 blev Marian Muhammed ny president. IBF var efter Lees dom under federal observation till och med september 2004, men förblev ändå erkänd som en av boxningens "fyra stora" sanktionerande organisationer.